# Lijst van beroemdheden uit The Simpsons
Dit is een lijst van beroemdheden uit de animatieserie The Simpsons. 

## Bill en Marty
Bill en Marty, stemmen gedaan door Dan Castellaneta en Harry Shearer, zijn twee radioshowpresentatoren en diskjockeys van Springfields eigen radiostation, KBBL. Ze worden vooral gezien als de Simpsons naar deze radiozender luisteren. Marty is van middelbare leeftijd en kalend, terwijl Billy jonger is en nog een hoofd vol haar heeft. Billy heeft vaak de frequentie van KBBL, 102,5 FM, op zijn T-shirt staan.

## Booberella
Booberella is een op een vampier lijkende vrouw die voor het eerst werd gezien in “I'm Spelling as Fast as I Can.” Ze is goed op de hoogte van haar uiterlijk en maakt hier geregeld referenties naar. Ze wordt af en toe gezien op tv. Haar personage is gebaseerd op Elvira, een personage bekendgemaakt door Cassandra Peterson.

## Bumblebee Man
De Bumblebee Man, stem van Hank Azaria, verschijnt in een tv-show op "Channel Ocho", en is altijd gekleed in een hommel. Hij trekt dit kostuum nooit uit, ook niet als hij alleen is. De enige uitzondering op deze regels is de aflevering "22 Short Films About Springfield". In dit filmpje werd ook duidelijk dat hij buiten de show om onhandig is, en dus niet puur een onhandig personage speelt. Om deze reden heeft zijn vrouw hem verlaten.

## Capital City Goofball
De Capital City Goofball is de mascotte van Capital City. Zijn stem werd gedaan door Tom Poston. Zijn uiterlijk lijkt te zijn gebaseerd op de mascotte van het honkbalteam de Philadelphia Phillies.

## Scott Christian
Scott Christian (stem van Dan Castellaneta) is een nieuwslezer uit de eerdere seizoenen van de Simpsons. In het begin was hij vooral samen te zien met Kent Brockman. Later nam Brockman het over als nieuwslezer en verdween Scott uit de serie.

## Declan Desmond
Declan Desmond (stem van Eric Idle) is een excentrieke en sceptische Britse documentairemaker. Hij heeft verschillende films gemaakt, waaronder Do You Want Lies with That?, American Boneheads: A Day In The Life Of Springfield Elementary, Growing Up Springfield, en Ain’t No Mountain: A Blind Man Climbs Everest.

## Duffman
Duffman, stem van Hank Azaria, is de mascotte en woordvoerder van het biermerk Duff Beer. Hij is binnen de wereld van de Simpsons een personage dat door meerdere mensen wordt gespeeld. Hij draagt altijd een strak rood en blauw pak, een rode cape, witte handschoenen, het Duff-logo op zijn borst, een rode hoed, donkere zonnebril en een riem met blikjes Duff Beer eraan. Hij is atletisch en een vlotte prater.

## Gunter en Ernst
Gunter en Ernst, Las Vegas-stijl entertainers met de stemmen van Harry Shearer en Hank Azaria, zijn duidelijk parodieën op Siegfried & Roy. Ze spreken met een Duits accent en hun acts bevatten altijd wel een vorm van goochelarij en trucs met witte tijgers.

## Rachel Jordan
Rachel Jordan (stem van Shawn Colvin) is de zanger van Kovenant, een fictieve Christelijke rockband. Ze werd gezien in de aflevering Alone Again, Natura-Diddily, waarin ze Ned Flanders ontmoette na de dood van Maude.

## Arnie Pie "In The Sky"
Arnie Pie, ingesproken door Dan Castellaneta, is een ontevreden helikopterverkeersmonitor voor Springfields KBBL-TV, met zijn column, "Arnie in the Sky.". Tijdens deze column raakt hij regelmatig verwikkeld in heftige woordenwisselingen met nieuwsanker Kent Brockman, meestal om onbekende redenen. Een voorbeeld hiervan is toen er de een ramp gebeurde in Springfield. Kent vraagt zich in de uitzending af of zijn huis nog in orde is, waarop Arnie antwoordt; "You mean your castle, Kent!?", waarop hij naar een zeer groot huis wijst. Kent vertelt dat hij het gewoon gekocht heeft op het juiste moment, waarop Arnies repliek; "When's my right time, Kent?! When's my right time?!".
Een ander voorbeeld is dat Kent vraagt naar de inhoud van het gekaapte minibusje wat door Arnie achtervolgd wordt. Arnie antwoordt; "I can't see through metal, Kent!". Hij laat regelmatig spullen vallen of wordt ziek, en waarschuwt mensen om uit te kijken op de straat als hij boven ze vliegt.
Pie is ogenschijnlijk een keer gestorven in een helikoptercrash. Zijn laatste woorden waren "Tell my wife I love--" waar Kent hard doorheen hoest. Waarschijnlijk heeft hij het toch overleefd, aangezien hij in diverse afleveringen hierna weer terugkomt.
De naam van het personage kan een hommage zijn aan de beroemde Tweede Wereldoorlog-verslaggever Ernie Pyle.
Quotes: "And how am I supposed to do that, do I have a magic lens that can see into people's souls? Well yours would be black, Kent! Black as the ace of spades!" [is then cut off by a "technical difficulties" graphic]

## Sideshow Mel
Sideshow Mel, volledige naam Melvin Van Horne (stem van Dan Castellaneta), is een assistent van Krusty. Hij verving Sideshow Bob toen die werd gearresteerd. Er is maar weinig bekend over Mel. Hij komt in elk geval van de Cornell University, en is een atheïst.

## Drederick Tatum
Drederick Tatum (stem van Hank Azaria) is een professionele bokser en voormalige goudenmedaillewinnaar op de Olympische Spelen. Hij was Homers tegenstander in “The Homer They Fall.” Tatum is een parodie op Mike Tyson, inclusief diens strafblad.

## Mr. Teeny
Louis “Mr. Teeny” Toot, ook bekend als Joseph Teeny, is een getrainde aap die vaak door Krusty wordt gebruikt in zijn optredens. Net als Krusty is hij een zware roker, en lijkt buiten het podium om altijd slecht gehumeurd. Soms wordt hij ook gezien als Krusty’s chauffeur en butler.

## Rainier Wolfcastle
Homer Simpson · Marge Simpson · Bart Simpson · Lisa Simpson · Maggie Simpson · Abraham Simpson · Patty en Selma Bouvier · Jacqueline Bouvier · Mona Simpson · Santa's Little Helper · Snowball II · Familie Bouvier
Jasper Beardley · Comic Book Guy · Eddie en Lou · Maude Flanders · Ned Flanders · Professor Frink · Barney Gumble · Julius Hibbert · Lionel Hutz · Eerwaarde Lovejoy · Kapitein Horatio McCallister · Hans Moleman · Bleeding Gums Murphy · Apu Nahasapeemapetilon · Mayor Joe Quimby · Dr. Nick Riviera · Agnes Skinner · Cletus Spuckler · Squeaky Voiced Teen · Disco Stu · Moe Szyslak · Kirk Van Houten · Luann Van Houten · Chief Clancy Wiggum
Gary Chalmers · Rod en Todd Flanders · Jimbo Jones · Kearney · Edna Krabappel · Otto Mann · Nelson Muntz · Martin Prince · Seymour Skinner · Milhouse Van Houten · Ralph Wiggum · Groundskeeper Willie · andere studenten
Montgomery Burns · Carl Carlson · Lenny Leonard · Waylon Smithers
Itchy en Scratchy · Kent Brockman · Krusty de Clown · Troy McClure · Rainier Wolfcastle · Radioactive Man
Snake · Kang & Kodos · Sideshow Bob · Fat Tony
Treehouse of Horror
Bart vs. the World · Bart Simpson's Escape from Camp Deadly · The Simpsons Arcadespel · Bart vs. the Space Mutants · Bart's House of Weirdness ·Bart vs. The Juggernauts · Krusty's Fun House · Bartman Meets Radioactive Man · Bart's Nightmare · The Itchy and Scratchy Game · Virtual Bart · Bart and the Beanstalk · Itchy & Scratchy in Miniature Golf Madness · Cartoon Studio · Virtual Springfield · Night of the Living Treehouse of Horror · Bowling · Wrestling · Road Rage · Skateboarding · Hit & Run · The Simpsons Game · The Simpsons: Tapped Out
The Simpsons · The Simpsons Pinball Party
Strips: Simpsons Comics · Bart Simpson serie · Itchy & Scratchy Comics · Bart Simpson's Treehouse of Horror · Futurama/Simpsons Infinitely Secret Crossover Crisis
Tijdschrift: Simpsons Illustrated
Boeken: Bart Simpson's Guide to Life · Family Album · Library of Wisdom · Complete Guides · Planet Simpson · The Simpsons and Philosophy
Actiefiguurtjes: World of Springfield
The Simpsons Movie
Bankgrap ·
Canyonero · 
D'oh! · 
Duff Beer · 
Schoolbordgrap · 